# Леопольд фон Гьосс
Леопольд фон Гьосс (нім. Leopold von Goëss; 28 жовтня 1848, Грац — 22 липня 1922, Ебенталь, Каринтія) — доктор права, політик,крайовий президент Герцогства Буковина (1894—1897), губернатор Трієста.

## Біографія
Граф Леопольд фон Гьосс народився 28 жовтня 1848 року в Ґраці. Одразу ж після здобуття юридичної освіти, Леопольд фон Гьосс був призначений таємним імперським радником. Згодом був призначений головою уряду Каринтії. З 8 червня по 6 вересня 1894 року виконував обов'язки крайового президента Каринтії.
5 листопада 1894 року був призначений на посаду крайового президента герцогства Буковина. В інагураційній заяві граф Леопольд фон Гьосс зазначав: «Політична управа мусить бути в сім краю… наскрізь совістна, справедлива і строго безсторонна, а закони і розпорядження повинні сповнятися без огляду на конфесію, стан і заможність дотичних сторін і без огляду на те, чи хто великий, чи малий».
Граф фон Гьосс був суворим і коректним адміністратором. Йому вдавалось розв'язувати конфлікти між представниками різних національностей краю.
З 14 грудня 1897 року по 1 жовтня 1904 року граф Леопольд фон Гьосс був намісником Трієсту, де він намагався приборкати конфлікти між італійцями та словенцями. 1905 року став членом Австрійської імператорської Ради. З 1911 року займав посаду оберстербстабельмейстра (церемоніенмейстра) в Каринтії. Під час плебісциту 1920 року виступав за приєднання до Німеччини.
Граф Леопольд фон Гьосс помер 22 липня 1922 року в Ебенталі, Каринтія.